# جافری پرکینز
جافری پرکینز (انگلیسی: Geoffrey Perkins؛ ‏ ۲۲ فوریهٔ ۱۹۵۳ – ۲۹ اوت ۲۰۰۸) کمدین، مجری و تهیه‌کننده فیلم اهل بریتانیا بود. وی بین سال‌های ۱۹۷۲ تا ۲۰۰۸ میلادی فعالیت می‌کرد.
از فیلم‌ها یا مجموعه‌های تلویزیونی که وی در آن‌ها نقش داشته‌است، می‌توان به بلک‌ادر: گذشته و آینده و ببخشید، سرنخی ندارم اشاره نمود.